# Nsukka

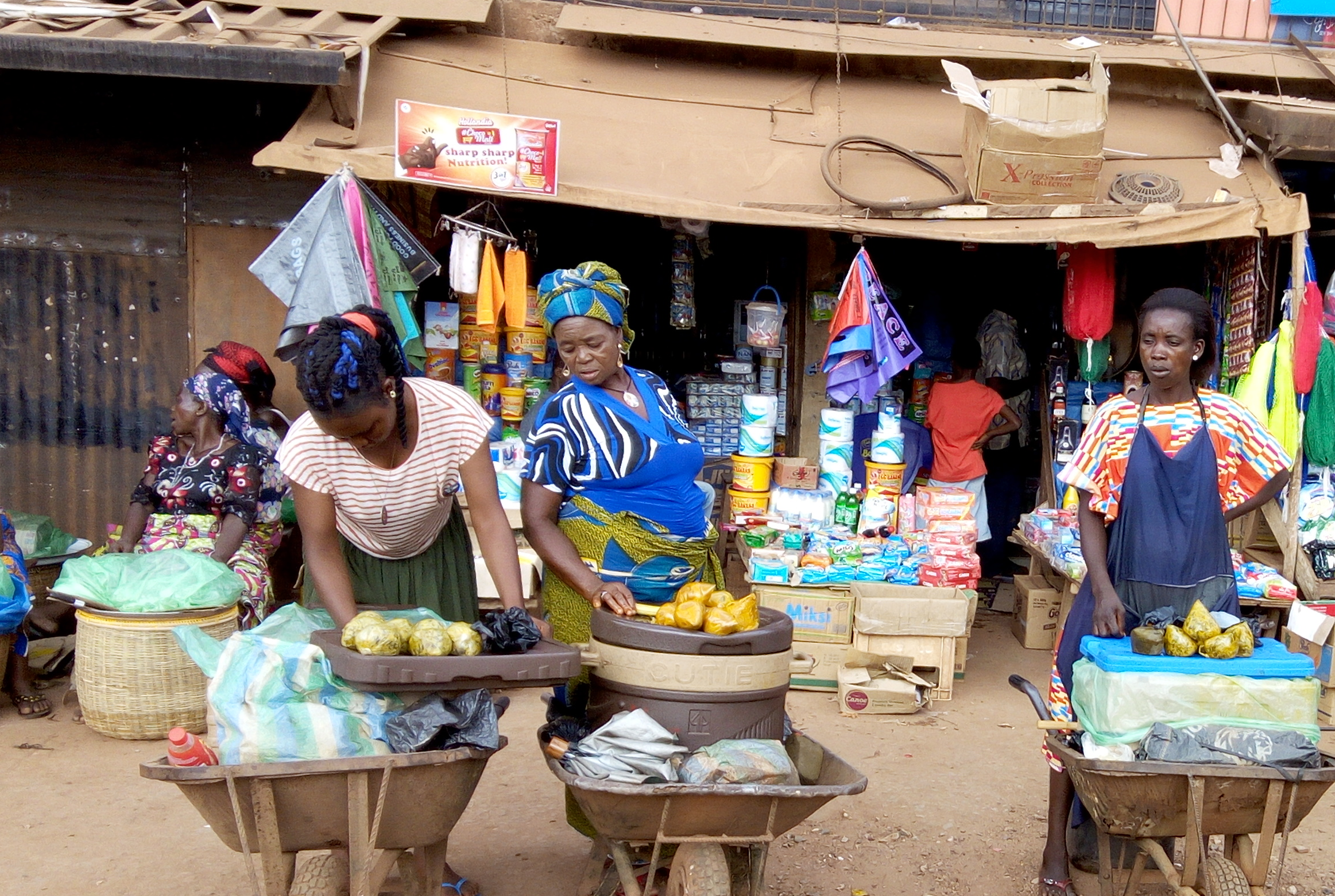
Nsukka.

Nsukka este un oraș din statul Enugu, sud-estul Nigeriei.